# Orrtjärnen, Jämtland
Orrtjärnen är en sjö i Bräcke kommun i Jämtland och ingår i Ljungans huvudavrinningsområde. Sjön har en area på 0,064 kvadratkilometer och ligger 382 meter över havet.

## Delavrinningsområde
Orrtjärnen ingår i det delavrinningsområde (695320-145827) som SMHI kallar för Inloppet i Stor-Gårdtjärnen. Medelhöjden är 402 meter över havet och ytan är 7,11 kvadratkilometer. Räknas de 8 avrinningsområdena uppströms in blir den ackumulerade arean 67,26 kvadratkilometer. Vaxsjöån som avvattnar avrinningsområdet har biflödesordning 3, vilket innebär att vattnet flödar genom totalt 3 vattendrag innan det når havet efter 243 kilometer. Avrinningsområdet består mestadels av skog (77 procent) och sankmarker (12 procent). Avrinningsområdet har 0,07 kvadratkilometer vattenytor vilket ger det en sjöprocent på 0,9 procent.